# Port lotniczy Ćennaj
Port lotniczy Ćennaj – lotnisko położony w dzielnicy Meenambakkam, 7 km na południe od Ćennaju. Jest 3. co do wielkości portem lotniczym Indii.

## Terminale
Port lotniczy Ćennaj posiada 2 terminale: krajowy Kamaraj i międzynarodowy Anna.

### Terminal Kamaraj (krajowy)
- Air India (Delhi)
  - Air India Express (Bombaj, Trichy)
- IndiGo Airlines (Bengaluru, Delhi, Hyderabad, Jaipur, Kalkuta, Bombaj)
- SpiceJet (Ahmedabad, Bagdogra, Coimbatore, Delhi, Hyderabad, Jaipur, Kalkuta, Bombaj, Pune)

### Terminal Anna (międzynarodowy)
- Air Arabia (Szardża)
- Air France (Paryż-Charles de Gaulle)
- Air India (Bangkok-Suvarnabhumi, Dammam)
  - Air India Express (Kolombo, Dubaj, Kuala Lumpur, Singapur)
- Air Mauritius (Mauritius)
- British Airways (Londyn-Heathrow)
- Cathay Pacific (Hongkong)
- Emirates (Dubaj)
- Etihad Airways (Abu Zabi)
- Garuda Indonesia (Dżakarta, Medan)
- Gulf Air (Bahrajn)
- IndiGo Airlines (Kuwejt )
- Kuwait Airways (Kuwejt)
- Lufthansa (Frankfurt, Monachium)
- Malaysia Airlines (Kuala Lumpur)
- Oman Air (Maskat)
- Qatar Airways (Doha)
- Saudi Arabian Airlines (Dammam, Dżudda, Rijad)
- Singapore Airlines (Singapur)
- SriLankan Airlines (Kolombo)
- Thai Airways International (Bangkok-Suvarnabhumi, Dubaj)
- Tiger Airways (Singapur)